# Герб Кочубеевского муниципального округа
Герб Кочубеевского муниципального округа Ставропольского края Российской Федерации — опознавательно-правовой знак, служащий одним из официальных символов муниципального образования.
Действующий герб утверждён 20 ноября 2014 года как герб Кочубеевского муниципального района и 19 декабря 2014 года внесён в Государственный геральдический регистр РФ с присвоением регистрационного номера 9990.
Согласно решению Думы Кочубеевского муниципального округа Ставропольского края от 15 октября 2020 г. № 17, данный герб используется в качестве символа округа. 9 декабря 2021 года утверждено положение о гербе Кочубеевского муниципального округа Ставропольского края.

## Описание
Герб составлен в соответствии с правилами геральдики и отражает исторические, культурные, социально-экономические, национальные и иные местные традиции.
Геральдическое описание герба (блазон) гласит:

В рассечённом зелёном и лазоревом поле с волнистой серебряной оконечностью — две серебряные с золотой отделкой казачьи шашки в ножнах, концами вверх, лезвиями к краям щита, скрещённые выше рукоятей, поверх которых — золотая головка пшеничного колоса о пятнадцати зёрнах в столб, сопровождаемая возникающим сверху наполовину золотым солнцем, с чередующимися прямыми и пламенеющими лучами.— Решение Совета Кочубеевского муниципального района от 20 ноября 2014 года № 172

## Обоснование символики
Волнообразная серебряная оконечность щита символизирует протекающие по территории Кочубеевского района большие и малые реки, на берегах которых были основаны нынешние станицы, сёла и хутора. Через район также проходят Невинномысский и Большой Ставропольский каналы. Волнообразная оконечность, объединяющая вертикальное разделение щита на две равные половины, означает, что главная из рек — река Кубань, пересекающая район с юга на север, одновременно соединяет и разделяет его территорию на две части — правобережье и левобережье.
Две скрещённые серебряные шашки в ножнах напоминают об историческом прошлом района, издавна являвшегося «дозорным форпостом России», и о традициях казаков, защищавших южные границы государства. Помещённый поверх шашек золотой колос указывает на основную специфику хозяйственной деятельности предприятий района, а пятнадцать пшеничных зёрен — на число сельских поселений, входивших в его состав. Сопровождающее головку пшеничного колоса золотое солнце служит символом благополучия, процветания, гармонии, а также указывает на многолетние мирные взаимоотношения между проживающими на территории района представителями более 100 национальностей.
Серебро символизирует «очищенную привязанность». Зелень символизирует любовь, жизнь, надежду, радость, природное разнообразие района, представленное предгорными лугами, горой Стрижамент (высшая точка Ставропольской возвышенности) и другими достопримечательностями. Лазурь символизирует постоянство, широту души, чистые помыслы и миролюбие местного населения, надежду на дальнейшее процветание района.

## История
Работа над символикой Кочубеевского муниципального района началась в 2013 году. Первоначальный вариант герба района, рассмотренный 20 ноября 2013 года на заседании геральдической комиссии при губернаторе Ставропольского края, не был одобрен, поскольку являлся неправильным (как впоследствии выразился ставропольский художник-геральдист С. Е. Майоров, «его [герб] составляли люди не искушённые в геральдике»). Комиссия рекомендовала руководству муниципального образования привести предложенную концепцию герба в соответствие с геральдическими правилами.
28 марта 2014 года на рассмотрение геральдической комиссии был представлен новый вариант герба, разработанный С. Е. Майоровым на основе пожеланий руководства района и депутатов районного совета и имевший следующее содержание:

В рассечённом червлёно-лазоревом поле над серебряной волнообразной оконечностью поверх деления золотой колос о пятнадцати головок в столб, сопровождаемый по сторонам двумя серебряными, с золотой отделкой, казачьими шашками в ножнах, концами вверх, лезвиями к краям щита, скрещённых рукоятками под основанием колоса.— Охонько Н. А. Символы малой родины
Ознакомившись с представленным проектом, члены комиссии высказали ряд замечаний, связанных с композицией герба и размещёнными в нём фигурами. В частности, было отмечено большое сходство проекта с гербом Курского муниципального района. Кроме того был поднят вопрос о целесообразности использования в гербе Кочубеевского района изображения колоса, довольно часто повторяющегося в геральдике Ставропольского края. Присутствовавший на заседании заместитель главы районной администрации И. В. Тарасенко мотивировал его наличие тем, что Кочубеевский район «является лидером по урожайности зерна в крае и конкуренцию ему может составить только Новоалександровский район», а также предложил изменить композицию герба, чтобы «уйти от похожести с гербом Курского района». Ещё два замечания касались правомочности «наложения металла (серебряные шашки) на золотой колос» и созданного скрещёнными шашками «эффекта перечёркнутости». По итогам рассмотрения геральдическая комиссия рекомендовала руководству Кочубеевского муниципального района провести разработку герба на конкурсной основе (согласно Уставу района) с привлечением художника Майорова и завершить работу над созданием районной символики во второй половине 2014 года.

## Утверждённый герб
26 июня 2014 года депутатами райсовета были утверждены положения о районной символике и объявлен конкурс на разработку эскизных проектов герба и флага. Его реализация предполагала широкое привлечение творческой общественности к поиску наиболее выразительной идеи символов муниципального образования в художественном воплощении, отражающем местную историю, природу, фольклорную, экономическую или любую иную особенность района. Конкурс проводился с 4 июля по 4 августа 2014 года. После подведения его итогов лучшими были признаны эскизы герба и флага, представленные С. Е. Майоровым. Описание исполненного им герба гласило:

В рассечённом зелёно-лазоревом поле между возникающим вверху золотым солнцем (без личины) и серебряной волнообразной оконечностью, поверх деления — две серебряные, с золотой отделкой, казачьими шашками в ножнах, концами вверх, лезвиями к краям щита, скрещённые выше рукоятей, поверх всего — золотой пшеничный колос о пятнадцати головок в столб.— Охонько Н. А. Символы малой родины
В композиции и цветовом решении этого герба были отражены принадлежность Кочубеевского района «к исторической территории кубанского казачества», его географическое положение, успехи в сельском хозяйстве и др. Проект получил положительное заключение геральдической комиссии при губернаторе Ставропольского края.
20 ноября 2014 года Совет района утвердил геральдические описания и обоснования символики герба и флага муниципального образования. После этого проект герба направили в Геральдический совет при Президенте РФ. Изучившие его эксперты государственной Герольдии не нашли в проекте геральдических ошибок.
28 ноября 2014 года эскизные проекты герба и флага поступили в геральдическую комиссию при губернаторе Ставропольского края. Члены комиссии одобрили герб и разработанный на его основе флаг и рекомендовали передать их на рассмотрение Геральдическому совету для последующей регистрации.
19 декабря 2014 года решением Геральдического совета при Президенте РФ герб Кочубеевского муниципального района был внесён в Государственный геральдический регистр под номером 9990. 18 марта 2015 года в Ставропольском государственном краеведческом музее заместителю главы районной администрации М. П. Алексанову вручили свидетельства о регистрации в ГГР официальных символов муниципального образования, подписанные государственным герольдмейстером Г. В. Вилинбаховым.
16 марта 2020 года все муниципальные образования Кочубеевского района были объединены в Кочубеевский муниципальный округ.
Решением Думы Кочубеевского муниципального округа Ставропольского края от 15 октября 2020 г. № 17 установлено использовать в качестве официальных символов округа герб и флаг Кочубеевского муниципального района. 9 декабря 2021 года Дума утвердила новые положения о гербе и флаге Кочубеевского МО.